# خوسيه أرتور ريفاس
خوسيه أرتور ريفاس (بالإسبانية: José Arturo Rivas)‏ هو لاعب كرة قدم مكسيكي في مركز الدفاع، ولد في 18 أكتوبر 1984 في كواتزاكوالكوس في المكسيك. شارك مع منتخب المكسيك لكرة القدم. أما مع النوادي، فقد لعب مع تيغريس أونال.

## وصلات خارجية
- خوسيه أرتور ريفاس على موقع قاعدة بيانات كرة القدم.إي يو (الإنجليزية)
- خوسيه أرتور ريفاس على موقع ناشيونال فوتبول تيمز (الإنجليزية)
- خوسيه أرتور ريفاس على موقع Soccerway.com (الإنجليزية)
- خوسيه أرتور ريفاس على موقع عالم كرة القدم.نت (الإنجليزية)
- خوسيه أرتور ريفاس على موقع AS.com (الإسبانية)